# Pančevo
Pančevo (v srbské cyrilici Панчево, maďarsky Pancsova, rumunsky Panciova, slovensky Pánčevo) je město v Srbsku, 15 km severovýchodně od Bělehradu, správní centrum Jihobanátského okruhu. Podle údajů z roku 2011 zde žije 76 203 obyvatel. 
Pančevo je největším městem na řece Tamiš a leží blízko jejího ústí do Dunaje. V dřívějších dobách bylo město známé jako působiště srbského malíře Konstantina Danila. Později vzrostl význam průmyslu: v dobách Jugoslávie zde byly budovány mnohé závody, za prací se sem stěhovali lidé z Vojvodiny i Bělehradu.

## Název
Název Pančevo je slovanského původu. Jeho kořen pochází od slova pačina/pančina, které označuje stojatou vodu. Před výstavbou protipovodňových valů na Dunaji bylo dnešní Pančevo obklopeno řadou močálů se stojatou vodou. Koncovka -evo vznikla podobně jako v případě města Sarajevo z turečtiny (kde je doložena její existnece v 17. století) a označuje pole.
Maďarský název Pánczél je doložen roku 1430. Současný maďarský název byl přejatý od původního slovanského označení pro město. 

## Historie
Na území dnešního Pančeva se nacházela malá osada již od předřímských dob. V 9. století je doložena existence sídla s názvem Panuka, později Panoča, Pajčal a Pajčola.

Charta Rogeriana od Al-Idrísího

 V roce 1154 jej navštívil arabský cestovatel Al-Idrísí, který jej zdokumentoval jako významné tržiště a křižovatku obchodních cest. Až do 11. století spadalo město pod bulharské carství. Poté se stalo součástí Uher. 
Díky své pozici v jihovýchodním cípu Uherska se město stalo snadným cílem postupujících Osmanských vojsk. Obsazeno bylo roku 1521. Turci jej administrativně začlenili pod Ejálet v Temešváru (na území dnešního Rumunska. Jedním z mála záznamů o Pančevu je i deník tureckého cestovatele Evliji Čelebiho z roku 1660, který přinesl záznamy o sídlu a o místní pevnosti. Tvrdil, že její strany mají délku cca 100 tureckých stop a že je postavená ze dřeva.
Během jedné z rakousko-tureckých válek dobyl v roce 1716 město Claude Florimond de Mercy. Následně získalo název Čomva. Rakušané následně vypracovali podrobné plány pevnosti, které se dodnes dochovaly v Széchényiho národní knihovně v Budapešti.
Po podepsání Požarevackého míru mezi Habsburskou monarchií a Osmanské říše byla zřízena autonomní oblast Tamišský Banát. Tu tvořilo celkem 11 obvodů, z nichž sídlem jednoho z nich bylo právě Pančevo. Status regionálního centra pomohl Pančevu, aby se jako město začalo rozrůstat. Vzniklo zde okolo sedmdesáti domů. První se sem dostěhovali Srbové z okolí Temešváru na přelomu 2. a 3. dekády 18. století. Nové domy rostly v nepravidelně vedených ulicích od původní pančevské pevnosti. Tato část města byla nazývána jako Horní město (Gornja varoš). Oproti němu stálo tzv. Dolní město (Donja varoš), které vzniklo dosídlením německého obyvatelstva. Rakouská vláda kolonizaci oblasti rozsáhle podporovala. V této době ale do Pančeva přicházeli i lidé z řady dalších evropských zemí, včetně Západní Evropy.  V roce 1764 zde bylo napočítáno 564 pravoslavných Slovanů (Srbů), kteří žili v 203 domech. 
V téže době byla zavedena do Pančeva i pošta a zahájena i pravidelná lodní doprava. Průmyslník Abraham Keppisch původem z Bratislavy získal povolení vybudovat zde první pivovar, který se dochoval do současné doby a který je nejstarší na území současného Srbska. Otevřen byl roku 1722. Město postihl v roce 1733 silný orkán, který zničil řadu budov; o čtyři roky později město postihla rozsáhlá epidemie a následně i velký požár, který zničil německou část města. V této době zde byla také zahájena tradice výroby hedvábí.

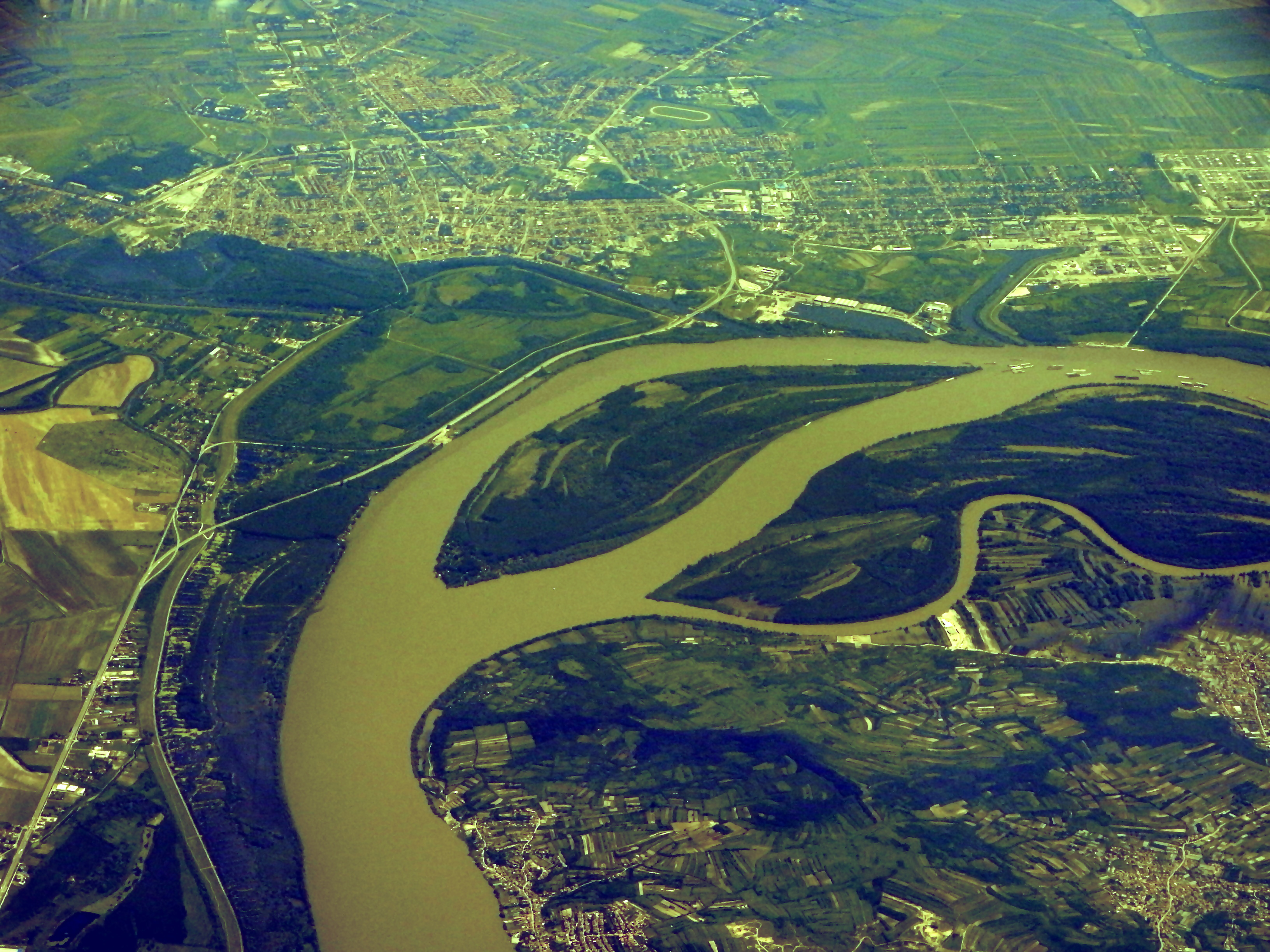
Letecký pohled na Pančevo a řeku Dunaj.

V 30. letech 18. století vypukla opět válka mezi Habsburskou monarchií a Tureckem. Město však nebylo bráněno, ale ze strategických důvodů jej rakouská armáda opustila a poté bylo předáno Turkům. Osmanská nadvláda nad městem trvala celkem 10 měsíců. V té době se v Pančevu a jeho okolí odehrály dvě bitvy. V první z nich Turecko vyhrálo a v druhé bylo poraženo. Při stahování vlastního vojska se Turci rozhodli město zapálit a zpustošit. Původní pevnost byla rovněž těžce poškozena. Po podepsání Bělehradského míru 18. září 1739 se Rakousko zavázalo zlikvidovat veškeré své pevnosti na jižní hranici, včetně té v Pančevu. To bylo následně i učiněno a Pančevo tak o svojí historickou pevnost přišlo. Díky tomu se ale uvolnil cenný prostor ve středu města pro další expanzi a modernizaci města. 
V druhé polovině 18. století se tzv. Vojenská hranice rozšířila východním směrem i na území Banátu. Město bylo její součástí v letech 1764–1768. V roce 1767 bylo Pančevo sídlem 12. německo-banátského regimentu. V této době zde stálo zhruba tisíc domů.
V roce 1846 činil počet obyvatel města 11 962 osob.
V mapách tzv. druhého vojenského mapování je zakresleno Pančevo jako město s relativně pravidelnou uliční sítí, která na své západní straně přiléhá k řece Tamiši. Řeka je již na jedné své části přesunuta do narovnaného koryta a původní koryto je ponecháno jako slepé rameno (nedaleko lokality Sodara. Na mapě také lze doložit existenci prachárny, vojenské nemocnice a veřejného parku. Objevuje se zde také i další zelená plocha (Kriva Dolina), která byla ale později zastavěna obytnými domy.
Během revolučního roku 1848 bylo město při nepokojích těžce poškozeno. Roku 1876 velkou část města poškodila rozsáhlá povodeň, kdy se Dunaj vylil ze svého koryta. V té době mělo město 16 888 obyvatel. V roce 1873 získalo po zrušení vojenské hranice samosprávu a bylo začleněno do Torontálské župy. V závěru 19. století se sem ve velkém začalo dosidlovat maďarské obyvatelstvo. Roku 1896 dorazila do města železnice z banátského Vršacu. 
V roce 1910 bylo na základě posledního uherského sčítání lidu napočítáno 20 808 obyvatel, z toho 8714 srbsky, 7467 německy, 3364 maďarsky, 244 slovensky, 769 rumunsky, 135 chorvatsky a 1 rusínsky hovořících. Z celkem dvaceti tisíc lidí bylo gramotných 13,7 tisíc. 9,1 tisíc ovládalo maďarštinu (vč. již výše uvedených rodilých mluvčích).
V závěru první světové války, 8. listopadu 1918 obsadila Pančevo srbská armáda, která se zde vylodila v dunajském přístavu.V roce 1920 francouzská společnost Compagnie des chemins de fer du Midi et du Canal latéral (existovala v letech 1852 až 1934) jako žadatel s nejracionálnějším a nákladově nejefektivnějším návrhem SHS státního projektu vybudovala síť přehrad proti povodním. V rámci ní bylo od roku 1922 součástí Bělehradské oblasti a později po roce 1929 také Dunajské bánoviny. Vznik nového státu a nové podmínky na nějakou dobu zpomalily růst města co do počtu obyvatel; Pančevo se propadlo pod 20 000 obyvatel. V roce 1923 zde bylo postaveno nicméně první letiště pro civilní dopravu na území nově vzniklé monarchie. Roku 1925 byla zrealizována elektrifikace města. Modernizaci přispěla i výstavba nové železniční trati do Bělehradu v roce 1935. Ve stejné dekádě byla rovněž otevřena i továrna na žárovky. V roce 1940 byl dokončen monumentální objekt Hypoteční banky (dnes Stará pošta).
Při začátku druhé světové války zde místní obyvatelé zlynčovali devět etnických Němců. Okupační vojsko následně jako odplatu za tento krok zastřelilo 36 místních Srbů. Jako jedno z mála míst bývalých Uher však nebylo Pančevo vráceno Uhersku, ale zůstalo součástí Německem okupovaného Srbska, existujícího bez jakéhokoliv státoprávního statusu. Místní německé obyvatelstvo bylo povoláno do německé armády. Většina Němců z Pančeva byla rovněž během druhé světové války členem nějaké z organizací, které byly napojeny na nacistický režim v Německu (např. Kulturbund[zdroj?] apod.)
Po druhé světové válce bylo německé obyvatelstvo vyhnáno a dosídleni sem byli kolonisté z dalších částí bývalé Jugoslávie. Pančevo bylo tehdy třicetitisícovým městem. Zřízeno zde bylo také rumunskojazyčné vydavatelství Libertatea, které se soustředilo na rumunskou menšinu žijící především v Banátu a okolí Železných vrat. V meziválečném období to bylo silně polemizováno a odmítnuto Německým kulturním spolkem.[zdroj?]
Po skončení války bylo město zprůmyslněno; roku 1959 byla otevřena pančevská rafinerie. Ta byla také jedním z cílů během operace Spojenecká síla v roce 1999. Bombardování způsobilo značné škody, a to nejen materiální, ale také ekologické. Podle studií Amerického institutu pro energetický a environmentální výzkum (IEER) a Programu OSN pro životní prostředí (UNEP) se jedná například o 2 100 tun karcinogenního 1,2-dichlorethanu, 250 tun tekutého čpavku a 8 tun rtuti, které pronikly do půdy a podzemních vod. Roky po bombardování byla koncentrace toxických chemikálií v podzemních vodách více než desetkrát vyšší než stanoví přípustný limit. Dlouhodobým důsledkem je těžce předvídatelné riziko pro lidské zdraví, zvířata a rostliny.
Na začátku 21. století zůstávalo obyvatelstvo Pančeva národnostně smíšené, i když podíl některých menšin je relativně nízký.

## Obyvatelstvo

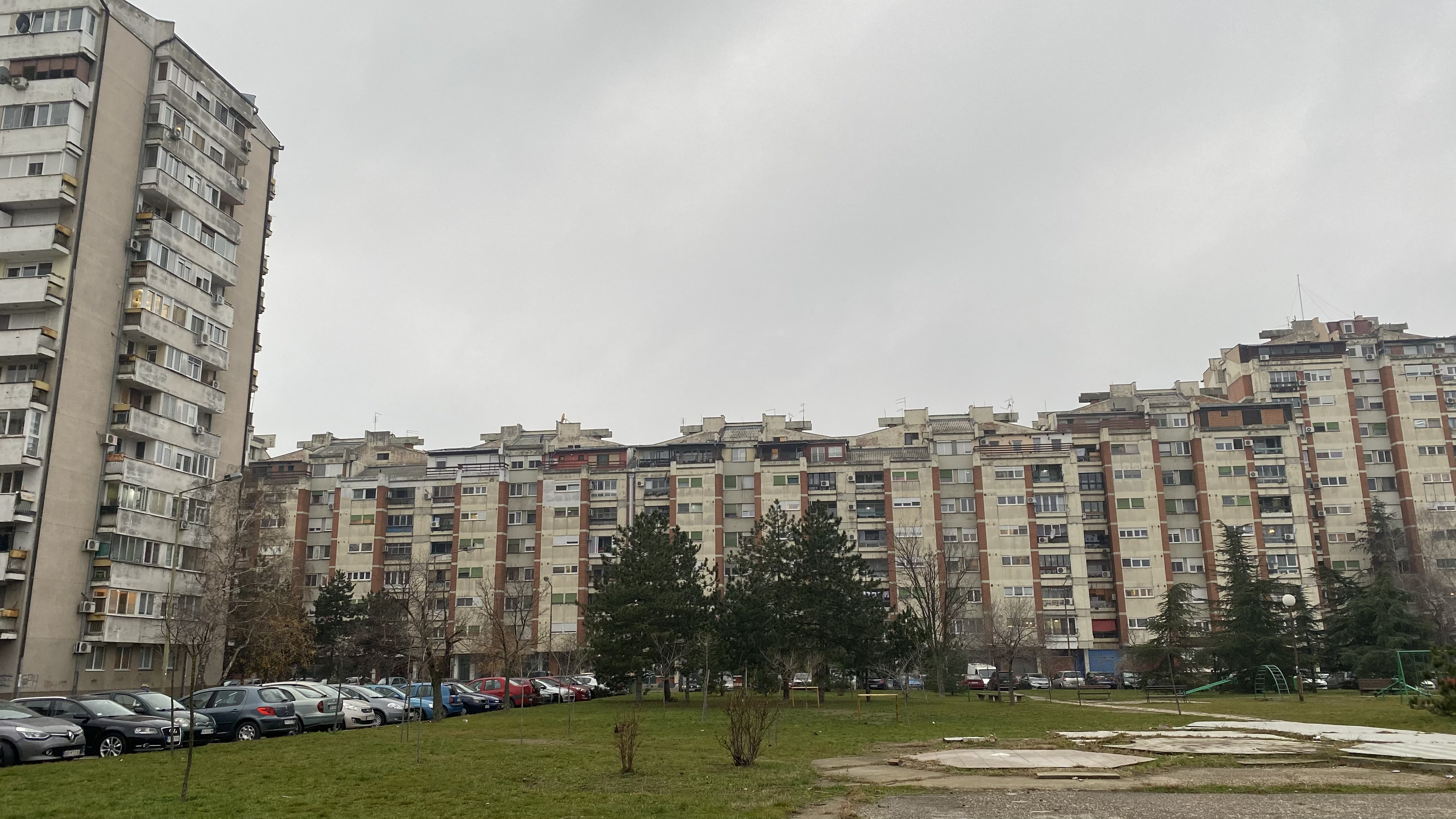
Panelové domy na sídlišti Sodara.

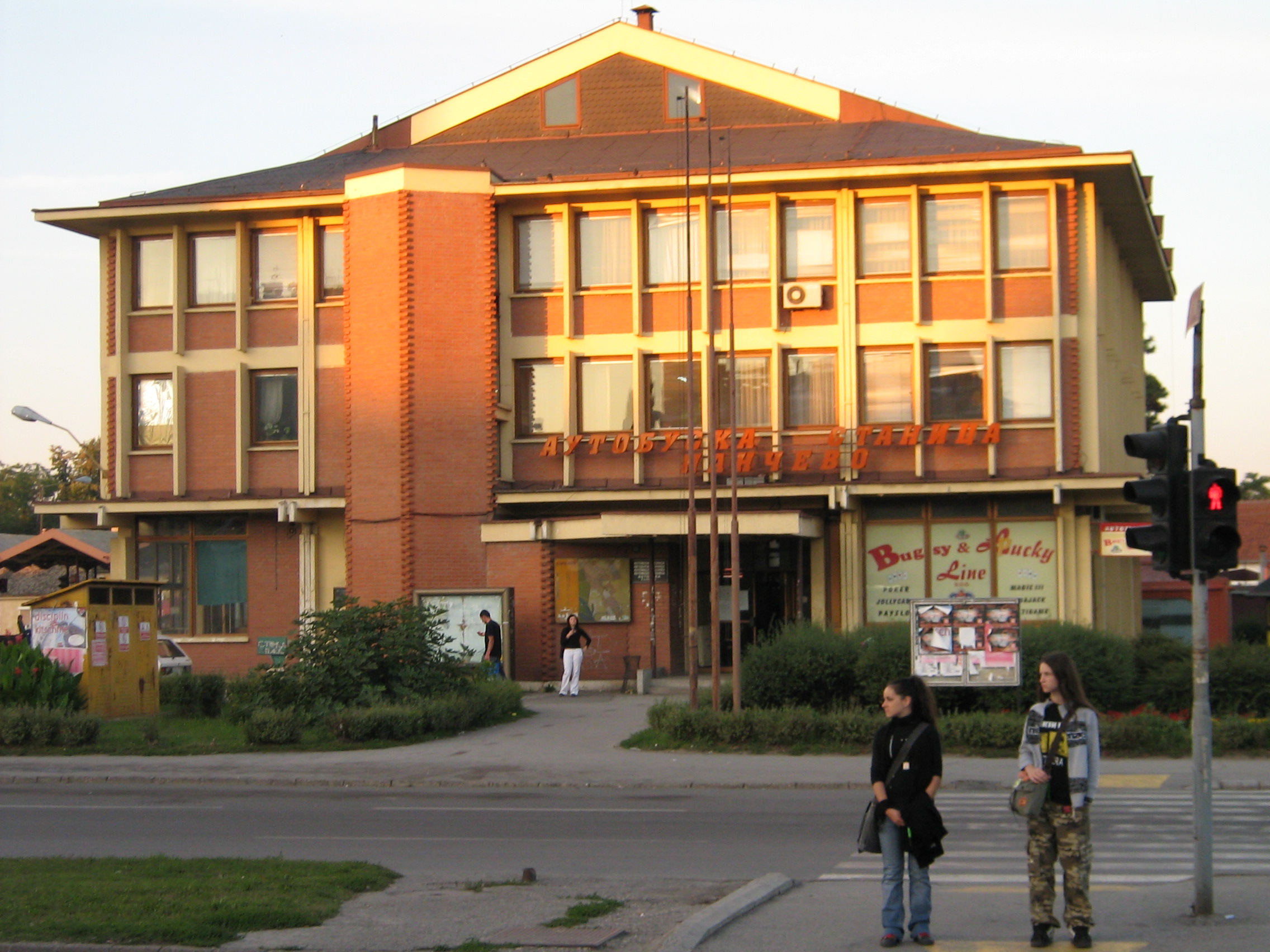
Autobusové nádraží.

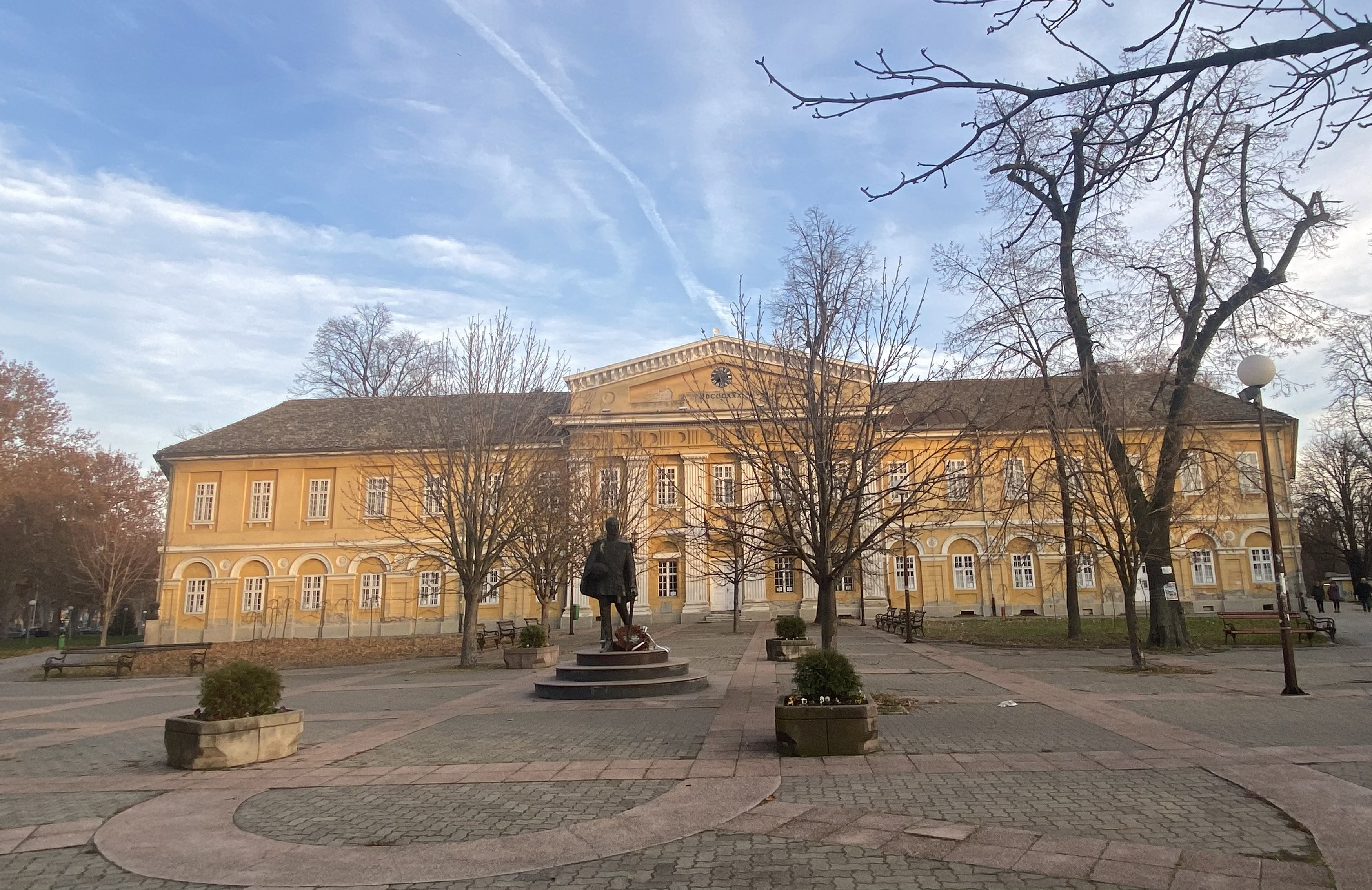
Stará nemocnice.

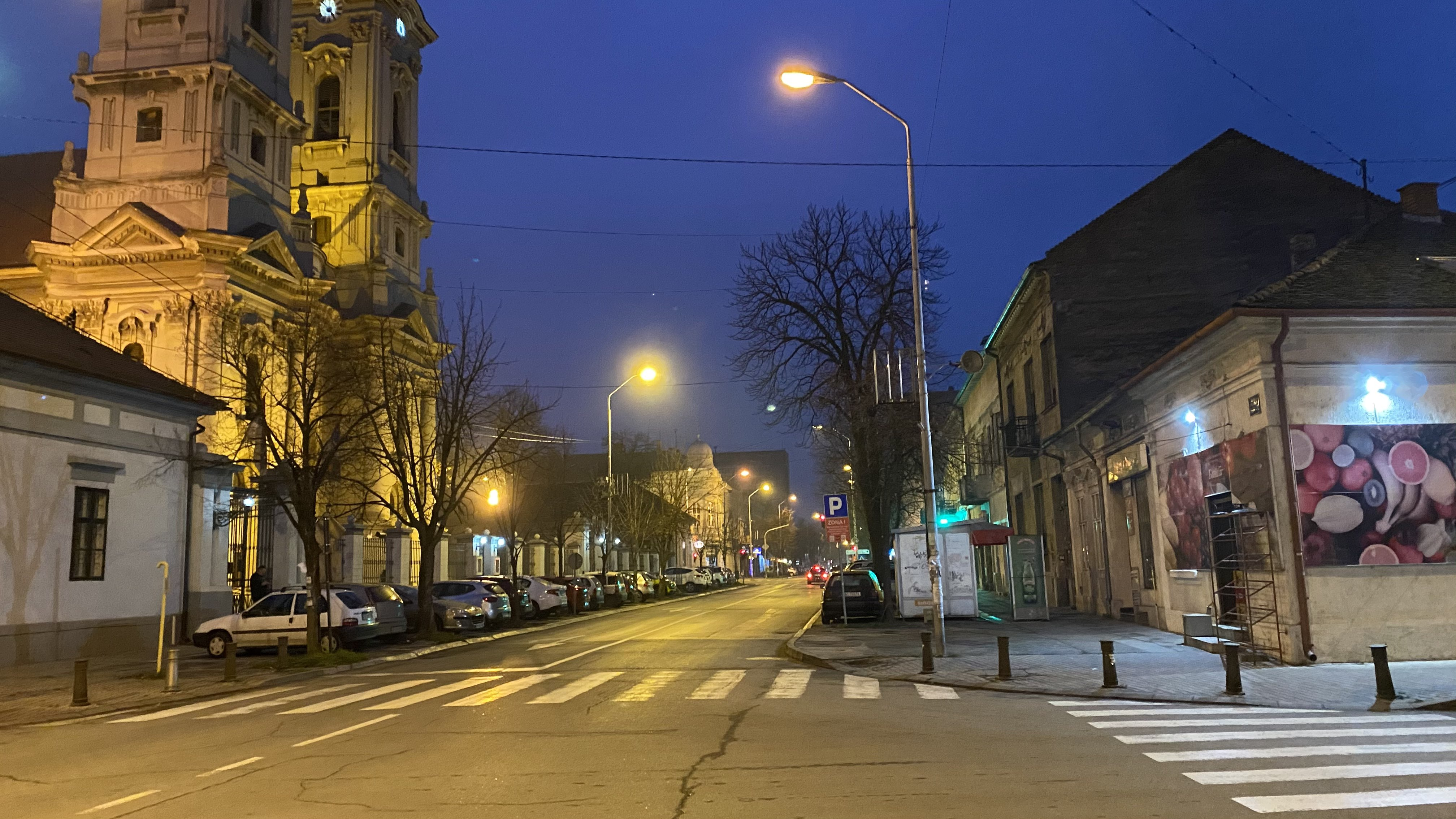
Ulice Dimitrije Tucoviće ve středu města.

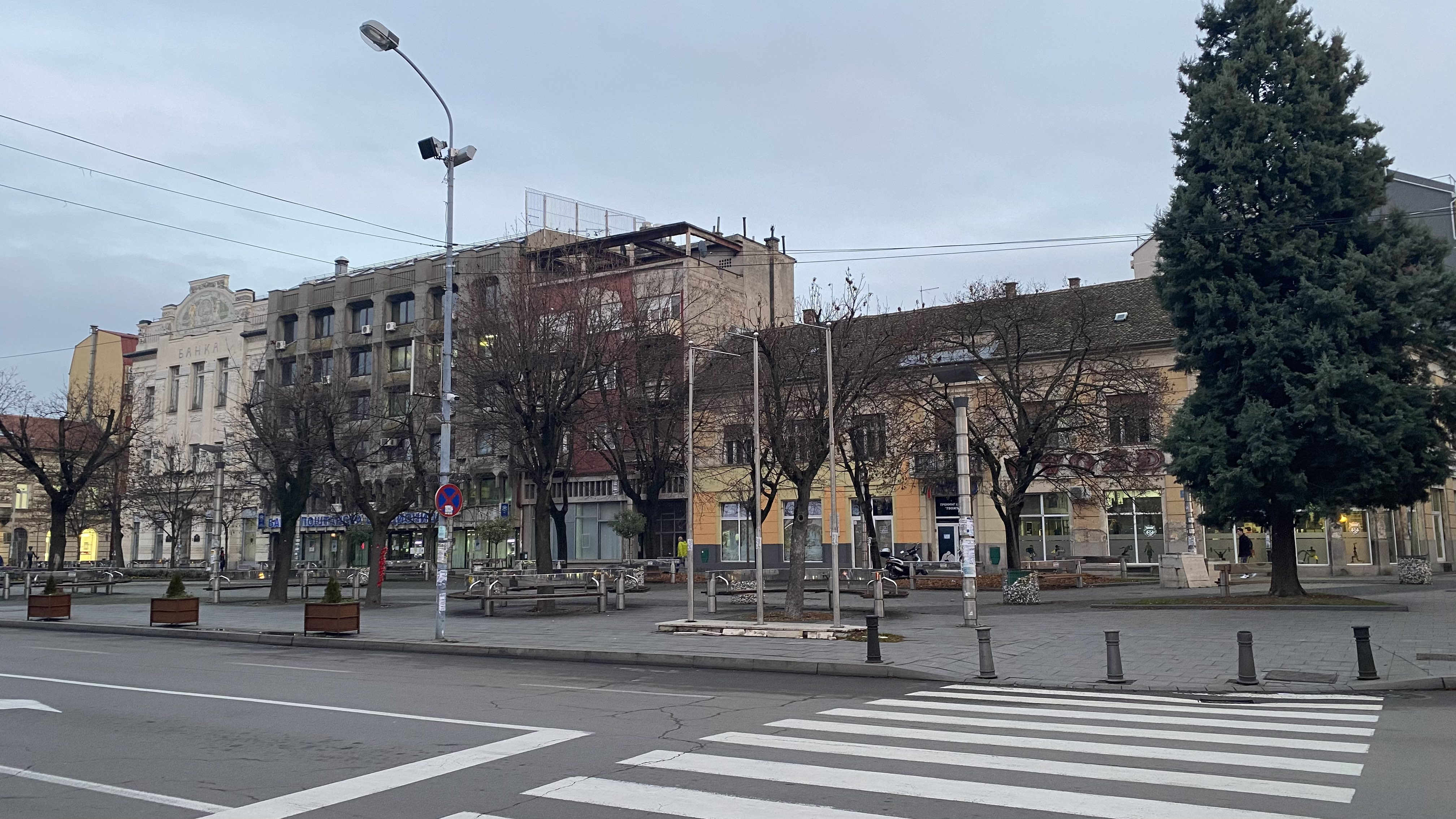
Náměstí Svobody (Trg Slobode).

V roce 2002 bylo ve sčítání lidu zapsáno 78 938 obyvatel samotného Pančeva (bez okolních vesnic, které pod něj administrativně spadají). V roce 2011 to bylo 63 078 osob, průměrný věk ve městě činí 41,5 let. Přestože i po roce 1991 a rozpadu Jugoslávie zaznamenávalo Pančevo vlivem přílivu obyvatelstva do blízkého Bělehradu růst počtu obyvatel, na počátku 21. století byl tento trend zlomen.
V roce 2011 bylo celkem 15 % obyvatel celého Pančeva (vč. předměstských obcí) starších 65 let.
Drtivá většina obyvatel je srbské národnosti. Nejvýznamnější minoritou jsou Maďaři (4 % populace), následovaní Slováky a Romy. Do druhé světové války zde žilo také německé obyvatelstvo, které bylo vyhnáno. 86 % obyvatel se hlásí k pravoslavné církvi, 3 % k Římskokatolické církvi, 2 % k protestantským organizacím a 1 % k islámu.

## Kultura a kulturní památky
Nejstarší kostel ve městě je katolický chrám svatého Karla Boromejského, který byl vybudován v letech 1756 až 1757. Roku 1768 byla dokončena věž s hodinami. Kostel zpočátku sloužil pro vojenskou posádku rakouské armády. Hlavní pravoslavný chrám Bohorodičky byl postaven mezi lety 1807 až 1811. Jeho ikonostas napsal Konstantin Danil v letech 1828 až 1833. Mezi památkově chráněné objekty patří dále kostel svaté Anny postavený roku 1922. 
Na území města Pančeva se nachází celkem 55 kulturních památek. 3 z nich jsou kategorizovány jako památky mimořádného významu (srbsky izuzetnog značaja), 13 velkého významu a 39 je bez jakéhokoliv zvláštního statusu.

## Ekonomika
Pančevo je hospodářským centrem Jihobačského okruhu. Sídlí zde celá řada průmyslových společností, které zpracovávají ropu a nebo se věnují zpracování kovů (oceli, hliníku), potravinářské závody apod.
Nachází se zde také tepelná elektrárna a rafinérie. Na rafinérii se váže další chemický průmysl ve městě a v jeho okolí. Jedná se např. o společnost Petrohemija. d.o.o. Nachází se zde také továrna na výrobu hnojiv.
Poloha na řece Dunaji otevřela městu přístup k mezinárodní dopravě a snadnému přístupu k surovinám. V dobách existence socialistické Jugoslávie se zde nacházel také průmysl vojenský (továrna společnosti Utva na letecké součástky a menší letadla).
Město je ekonomicky silně propojeno s nedalekým Bělehradem.

## Doprava
Město je regionálním železničním uzlem. Prochází tudy železniční trať železniční trať z Bělehradu do Vršace (a dále do Rumunska) a Pančevo–Kikinda směrem na sever do Banátu. Z obou tratí vede několik vleček přes východní okraj města k břehu Dunaje k rafinérii a dalším průmyslovým podnikům. Město má dvě nádraží; hlavní nádraží, umístěné na severozápadním okraji města a Pančevo-Varoš, zastávku blíže k středu města. Dříve existovala železniční trať i do samotného středu města, k větrnému mlýnu, trať však byla snesena a na jejím místě dnes stojí jen historická parní lokomotiva. 
Dopravní spojení do 14 km vzdáleného Bělehradu zajišťuje čtyřproudá silnice, která překonává Dunaj po tzv. Pančevském mostu. Jeho využití je kombinované jak pro silniční, tak i železniční dopravu. Do dalších měst (Vršac, Kovin) vedou regionálně významné cesty. Přímo u samotného Pančeva není řeka Dunaj přemostěna. Výhledově se počítá s výstavbou dálnice z Bělehradu přes Pančevo směrem k rumunské hranici. 
Autobusovou dopravu ve městě zajišťuje od roku 1948 společnost Autotransport Pančevo. Město vlastní dopravní podnik nemá.
Severně od města se nachází sportovní letiště. 

## Média
Nejstarším tištěným médiem na území města byl deník Pančevac. Od roku 1945 ve městě rovněž vychází i rumunskojazyčný týdeník Libertatea. 

## Školství
V Pančevu stojí 11 základních a 9 středních škol. Jednou ze středních škol je gymnázium Uroše Prediće. 

## Sport
Ve městě působí řada populárních sportovních klubů. Místní fotbalový tým nese název FK Dinamo Pančevo, basketbalový tým nese název KK Tamiš. 
Místní sportovní hala slouží pro účely různých sportů a různých týmů. V roce 2018 byla kompletně zrekonstruována.

## Zdravotnictví
V Pančevu se nachází Všeobecná nemocnice (srbsky Opšta bolnica). Přestože se poblíž Pančeva nachází srbská metropole Bělehrad, zdravotní systém je propojen s vzdálenějšími městy, např. s Novým Sadem, neboť je tak učiněno na úrovni autonomní oblasti Vojvodina.

## Slavní rodáci
- Arsenije Arsa Todorović (1786—1826), malíř
- János Damjanich (1804–1849), maďarský generál
- Georg Weifert (1850–1937), srbsko-rakouský průmyslník
- Ludwig Graff de Pancsova (1851–1924), rakousko-uherský zoolog
- Heinrich Knirr (1862–1944), německý malíř
- Wilhelm Petrascheck (1876–1967), rakouský geolog
- Kálmán Lambrecht (1889–1936), rakouský paleontolog
- Michael Krasznay-Krausz (1897–1940), rakousko-uherský skladatel
- Olja Ivanjički (1931–2009), jugoslávská malířka
- Stefan Bena (1935–2012), jugoslávský fotbalista
- Aleksandar Zograf (* 1963), srbský komik
- Dušan Novakov (* 1970), jazzový hudebník
- Nikola Rikanović (* 1970), srbský umělec
- Žikica Milosavljević (* 1972), srbský házenkář
- Nađa Higl (* 1987), srbská plavkyně
- Aleksandar Ignjovski (* 1991), srbský fotbalista
- Ivana Bulajić (* 1991), srbská volejbalistka
- Géza Requinyi, maďarský inženýr
- Manno Miltiades, maďarský sportovec
- Adam Filipović, průmyslník

## Partnerská města
- Boulogne-Billancourt, Francie, 1968
- Michalovce, Slovensko, 2011
- Mrkonjić Grad, Bosna a Hercegovina, 1994
- Prijedor, Bosna a Hercegovina, 1994